# Елистратов, Владимир Станиславович
Влади́мир Станисла́вович Елистра́тов (род. 27 сентября 1965, Москва, СССР) ― советский и российский филолог, культуролог, прозаик, поэт, публицист и переводчик, специалист в области риторики, семиотики, истории литературы, современного русского языка, культуры речи, лексикографии. Кандидат филологических наук (1993), доктор культурологии (1997), профессор. Заслуженный профессор Московского университета (2012). Лауреат премии имени И. И. Шувалова.

## Биография
Родился 27 сентября 1965 года в Москве.
В 1987 году окончил филологический факультет Московского государственного университета.
В 1993 году в МГУ имени М. В. Ломоносова под научным руководством кандидата филологических наук, доцента Е. А. Брызгуновой защитил диссертацию на соискание учёной степени кандидата филологических наук по теме «Арго и культура: на материале современного московского арго» (специальность 10.02.19 — теория языкознания); официальные оппоненты — доктор филологических наук, профессор Е. А. Земская и кандидат филологических наук В. И. Аннушкин; ведущая организация — Университет дружбы народов имени Патриса Лумумбы.
В 1997 году защитил диссертацию на соискание учёной степени доктора культурологии по теме «Онтология языковых стилей: на материале русской культуры XX века» (специальность 24.00.04 — прикладная культурология).
Профессор кафедры лингвистики, перевода и межкультурной коммуникации факультета иностранных языков и регионоведения МГУ имени М. В. Ломоносова. Преподаёт и читает курсы: «Семиотику», «Лексикографию», «Социолингвистику», «Риторику», «Русский мир», «Актуальные проблемы культурологии», «Регионоведение». Является членом научно-редакционных советов издательства «Московский лицей», а также журналов «Терминоведение» и «Терминологический вестник».

## Научная деятельность
Автор научных трудов: «Арго и культура» (1995), «Трактат pro таракана» (1996), «Словарь русского арго» (1994, 2000), «Язык старой Москвы» (1997, 2004), «Словарь крылатых фраз российского кино» (1999, 2010), «Словарь языка Василия Шукшина» (2001), «Толковый словарь русского сленга» (2010), «Нейминг: искусство называть» (2013, совместно с Пименовым П. А.), «Словарь жаргона русского капитализма начала XXI века» (2013), «Словарь языка И. С. Тургенева» (2018). Является автором 850 различных публикаций. Его труды переведены на английский, болгарский, венгерский, немецкий языки.

## Литературная деятельность
Активно сочиняет художественную литературу. Его перу принадлежат три сборника рассказов: «Тю! или Рассказы российского туриста» (2008), «Леди. Ру» (2017), «Ничего не скажу» (2023), а также сборники поэзии «Московский Водолей» (2002 год), «По эту сторону Стикса» (2005 год), «Духи мест» (2007 год). Его творчество публикуется в журналах «Октябрь», «Звезда», «Знамя», «Дружба народов», «Нева», «Наука и жизнь», «Поляна», «Аэрофлот», «АиФ — путешествия» и в других изданиях. Является постоянным автором газеты «Моя семья».
Член Союза российских писателей.

## Награды
- Лауреат премии имени И. И. Шувалова Первой степени.